# Spurius Carvilius Maximus (Konsul)
Spurius Carvilius Maximus entstammte dem römischen plebejischen Geschlecht der Carvilier. Er war 293 und 272 v. Chr. Konsul sowie wahrscheinlich 289 v. Chr. Zensor.

## Leben
Spurius Carvilius Maximus, dessen Vater und Großvater das Pränomen Gaius führten, wurde 293 v. Chr. zum ersten Mal Konsul und erhielt Lucius Papirius Cursor zum Amtskollegen. Über dieses Konsulat, das vom Kampf der Römer in ihrem dritten Krieg gegen die Samniten geprägt war, liegt der ausführliche Bericht des römischen Geschichtsschreibers Titus Livius am Ende der erhaltenen ersten Dekade seines Werks Ab urbe condita vor. Da die daran anschließenden Bücher 11–20 dieses Werks heute nur mehr in Form kurzer Epitomen greifbar sind, lässt sich der fernere Lebensweg des Carvilius weit weniger genau nachzeichnen.
Der livianische Jahresbericht für 293 v. Chr. rückt nicht Carvilius, sondern Papirius Cursor in den Mittelpunkt. Er setzt mit einer breit ausgemalten Darstellung der samnitischen Rüstungen ein. Carvilius übernahm zunächst das Oberkommando über die bei Interamna versammelten römischen Streitkräfte, rückte gegen Samnium vor und eroberte Amiternum. Er verwüstete mit seinem Amtsgenossen, der den Befehl über eine andere Armee erhalten hatte, die Gegenden von Samnium und bezog dann sein Lager bei Cominium. Papirius postierte sich hingegen in einer Distanz von etwa 30 Kilometern zu seinem Kollegen bei Aquilonia, wo er sich dem Großteil der gegnerischen Truppen gegenübersah. Die Konsuln tauschten untereinander laufend Informationen aus und vereinbarten, dass sie am gleichen Tag an ihren jeweiligen Standorten die Schlacht mit dem Feind suchen sollten. Als Carvilius erfuhr, dass 20 Kohorten samnitischer Soldaten von Aquilonia abmarschiert seien, um die in Cominium Belagerten zu entsetzen, schickte er ein eigenes Kontingent aus, um die Kohorten abzufangen. Diese wurden indessen von ihren Kameraden zurückgerufen. Carvilius gelang die Einnahme Cominiums und gleichzeitig seinem Mitkonsul ein Sieg bei Aquilonia, während die zwischen den beiden Schlachtorten befindlichen Kohorten nicht in die Kämpfe eingriffen und teilweise nach Bovianum (entweder eine 298 v. Chr. von den Römern verwüstete Stadt oder das heutige Bojano) flüchteten.
Obwohl es nun schon bald winterlich wurde, beschlossen die Konsuln angeblich, die Samniten vollständig zu unterwerfen. So rückte Papirius mit seinen Legionen gegen Saepinum und Carvilius gegen Velia vor. Diese Stadt sowie die beiden weiteren samnitischen Orte Palumbinum und Herculaneum vermochte Carvilius zu erstürmen. Dann zog er gegen die Etrusker, nahm Troilum und fünf Festungen ein und gewährte den Faliskern gegen ein beträchtliches Bußgeld einen einjährigen Waffenstillstand, womit sein Feldzug endete. Da der ganze Bericht des Livius stark ausgeschmückt ist, viele der von ihm genannten Örtlichkeiten nicht sicher lokalisierbar sind und auch die knapperen Ausführungen des byzantinischen Geschichtsschreibers Johannes Zonaras partiell von Livius abweichen, ist es schwierig, eine Vorstellung über genauere Einzelheiten des Kriegsverlaufs zu gewinnen.
Carvilius kehrte mit einer großen Kriegsbeute zurück, die er teilweise an den Staatsschatz abgab; den übriggebliebenen Anteil benutzte er zur Bestreitung der Kosten für die Errichtung eines Heiligtums der Fors Fortuna und – im Gegensatz zu seinem Mitkonsul – auch zur Belohnung seiner Soldaten. In Anerkennung seiner militärischen Erfolge durfte er einen Triumph abhalten. Während er diesen laut Livius über die Samniten und Etrusker sowie erst nach Papirius gefeiert haben soll, geben die Triumphalakten nur einen Triumph über die Samniten und zeitlich die genau umgekehrte Reihenfolge an. Das erbeutete Erz der samnitischen Rüstungen verwendete Carvilius dazu, ein großes Standbild des obersten römischen Gottes Iuppiter erbauen zu lassen. Ihren Standort bekam diese Kolossalstatue auf dem Kapitol neben einer eigenen Statue des Carvilius.
Im Jahr nach seinem Konsulat, 292 v. Chr., wurde Carvilius zum Legaten des nunmehrigen Konsuls Decimus Iunius Brutus Scaeva ernannt, da dieser militärisch unerfahren war, und nahm an dessen Kampf gegen die Falisker teil. Laut dem römischen Historiker Velleius Paterculus übte er auch die Zensur, vermutlich 289 v. Chr., aus.
Zum zweiten Mal gelangte Carvilius 272 v. Chr. zum Konsulat, und zwar erneut mit seinem alten Kollegen Lucius Papirius Cursor. Sie beendeten erfolgreich den Krieg gegen Tarent, wobei Papirius Tarent vollständig unterwarf und Carvilius dessen italische Bundesgenossen. Genauere Details über ihre Kämpfe sind nicht bekannt. Die Konsuln bekamen jedenfalls einen zweiten Triumph, diesmal über Samniten, Lukaner, Bruttier und Tarentiner, bewilligt, den Carvilius laut den Triumphalakten wieder vor seinem Mitkonsul feierte.
Über das weitere Schicksal und das Todesjahr des Carvilius liegt keine Überlieferung vor.